# Shamrock Rovers F.C.
Shamrock Rovers Football Club (irl. Cumann Peile Ruagairí na Seamróige) – irlandzki klub piłkarski z Dublina, grający w League of Ireland Premier Division. 21-krotny mistrz Irlandii.

## Historia
Klub został założony w 1901 roku. W ramach Pucharu Intertoto 21 czerwca 2003 wygrał z Odrą Wodzisław 2:1 na stadionie w Wodzisławiu Śląskim, zaś w rewanżu 29 czerwca ponownie był lepszy od Odry, wygrywając u siebie 1:0 i eliminując tym samym polską drużynę z dalszych rozgrywek. W 2011 irlandzka drużyna awansowała do rozgrywek Ligi Europy UEFA przegrywając wszystkie mecze (w grupie grali z Rubinem Kazań, PAOK-iem Saloniki i Tottenhamem).

## Sukcesy
- Mistrzostwo Irlandii (21x): 1922/1923, 1924/1925, 1926/1927, 1931/1932, 1937/1938, 1938/1939, 1953/1954, 1956/1957, 1958/1959, 1963/1964, 1983/1984, 1984/1985, 1985/1986, 1986/1987, 1993/1994, 2010, 2011, 2020, 2021, 2022, 2023
- Puchar Irlandii (25x): 1924/1925, 1928/1929, 1929/1930, 1930/1931, 1931/1932, 1932/1933, 1935/1936, 1939/1940, 1943/1944, 1944/1945, 1947/1948, 1954/1955, 1955/1956, 1961/1962, 1963/1964, 1964/1965, 1965/1966, 1966/1967, 1967/1968, 1968/1969, 1977/1978, 1984/1985, 1985/1986, 1986/1987, 2019
- League of Ireland Shield (18x): 1925, 1927, 1932, 1933, 1935, 1938, 1942, 1950, 1952, 1955, 1956, 1957, 1958, 1963, 1964, 1965, 1966, 1968
- Puchar Ligi Irlandzkiej (2x): 1976/1977, 2013

## Obecny skład
Stan na 2 lipca 2015.
| Nr | Poz. | Piłkarz          |
| -- | ---- | ---------------- |
| 1  | BR   | Barry Murphy     |
| 3  | OB   | Luke Byrne       |
| 4  | OB   | Conor Kenna      |
| 5  | OB   | David O'Connor   |
| 6  | OB   | Maxime Blanchard |
| 7  | NA   | Gary McCabe      |
| 8  | PO   | Ryan Brennan     |
| 9  | NA   | Danny North      |
| 11 | NA   | Kieran Waters    |
| 14 | OB   | David Webster    |
| 15 | PO   | Gavin Brennan    |

| Nr | Poz. | Piłkarz          |
| -- | ---- | ---------------- |
| 16 | PO   | Patrick Cregg    |
| 17 | OB   | Simon Madden     |
| 32 | PO   | Damien Duff      |
| 20 | PO   | Brandon Miele    |
| 21 | NA   | Michael Drennan  |
| 22 | PO   | Cian Kavanagh    |
| 25 | BR   | Craig Hyland     |
| 27 | NA   | Gareth McCaffrey |
| 28 | PO   | Dylan Kavanagh   |
| 37 | PO   | Stephen McPhail  |